# Schlösschen im Park
Das Schlösschen im Park von Limburgerhof ist ein früheres Adelspalais im Rhein-Pfalz-Kreis.

## Baubestand
Es handelt sich um einen klassizistischen Putzbau mit Sandsteingliederung sowie einem Satteldach. Die Fassaden sind flache Risalite, die links und rechts in Zwerchhäuser übergehen. Zum Park hin liegt ein Vestibül mit zwei dorischen Säulen. Rechts und links vom Hauptgebäude stehen kleinere Bediensteten-Häuser. Unweit davon befindet sich auf einer kleinen Anhöhe der zugehörige Turm mit 3 Geschossen und einem Dachaufbau. Im Untergeschoss dieses Turmes richtete man eine katholische Kapelle ein, die der Speyerer Bischof Nikolaus von Weis 1845 weihte.

## Geschichte
Das Kloster Limburg bei Bad Dürkheim besaß an diesem Platz einen Wirtschaftshof, den Johann Baptist Biéchy am 12. August 1807, für 14.000 Franken ersteigerte. Wegen eines Streites mit der Gemeinde Schifferstadt um Wegerechte bot er ihn wenige Jahre später wieder zum Verkauf an. Er umfasste damals 300 Morgen Wald und Ackerland, ein Wohnhaus, Ställe und mehrere andere Wirtschaftsgebäude. 
Am 18. Oktober 1823 kaufte Gräfin Friederike Waldner von Freundstein (1793–1829), Tochter des Mannheimer Hofbankiers Christian Philipp Stumm, die Liegenschaft für 30.000 Gulden. Sie und ihr Gatte Graf Theodor Waldner von Freundstein (1786–1864) ließen zwischen 1825 und 1830 an der Stelle des alten Herrenhauses ein Adelspalais mit Parkanlage, Wildfang, Wildkeller, Orangerie und Turm errichten. Es ist das einzige Adelspalais dieser Art im Rhein-Pfalz-Kreis. Im Jahr 1843 übernahm ihr Sohn Adalbert Waldner de Freundstein das Schlossgut und verschuldete es in kurzer Zeit so, dass es 1858 zwangsweise versteigert werden musste. 
Neuer Eigentümer wurde Johann Conrad Reihlen, der in der Gegend den Anbau von Zuckerrüben einführte und 1849 die Zuckerfabrik „Friedensau“ gegründet hatte. Er vererbte das Schlösschen an seinen Schwiegersohn.
Im Jahr 1898 ging das Gut in den Besitz von Konrad Heppes über, der es 1899 für 100.000 Mark an die BASF verkaufte. Mit dem Bau von Werkswohnungen wuchs die Zahl der Anwohner, deren Kinder eine Schule brauchten. So wurde das Schlösschen im Jahr 1902 zur Schule umgebaut. Gleichzeitig diente der größte Raum im Erdgeschoss beiden Konfessionen als Betsaal. 1955 verlagerte die BASF einen Teil ihrer Lehrlingsausbildung in das Schlösschen. Nachdem das Schlösschen den Ansprüchen einer modernen technischen Ausbildung nicht mehr entsprach, verlagerte die BASF die Ausbildung in das Werk nach Ludwigshafen. Danach stand das Schlösschen lange leer, bis es die BASF der Gemeinde Limburgerhof zum Kauf anbot. 1999 beschloss der Gemeinderat den Kauf. In Anbetracht der angespannten finanziellen Lage der Gemeinde konnte die Sanierung nicht sofort beauftragt werden. Daher wurde am 1. Dezember 1999 zum Zweck der Beschaffung von Spenden und Sponsoren die Bürgerstiftung Schlösschen gegründet. Im Rahmen der Bürgerstiftung arbeitet der Förderverein Schlösschen im Park an der Sanierung, dem Betrieb und der Vermietung von Räumlichkeiten für Trauungen, Veranstaltungen und Familienfeiern. Das Dach, das Vetter-Kabinett im DG und die „Gute Stube“ im OG sind bereits saniert; am Erdgeschoss, der Küche im EG sowie am KG wird derzeit gearbeitet. Ein Behinderten-Fahrstuhl wurde zusätzlich eingebaut.

## Galerie

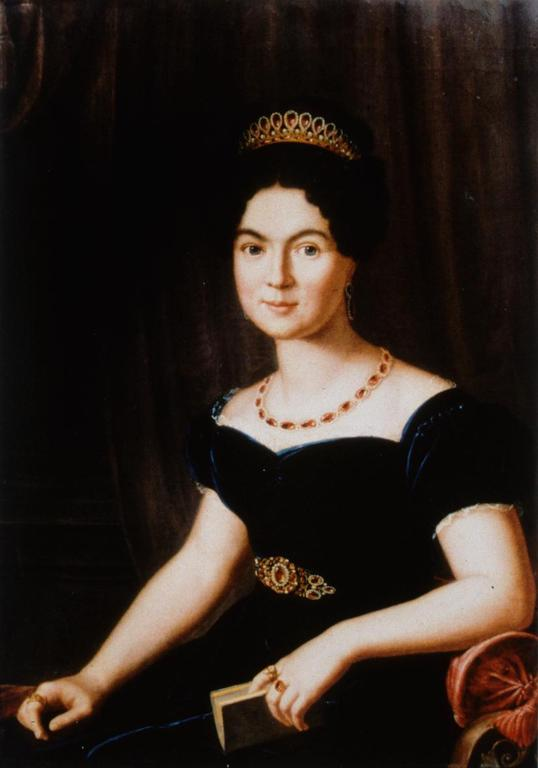
Die Erbauerin Friederike Waldner von Freundstein geb. Stumm
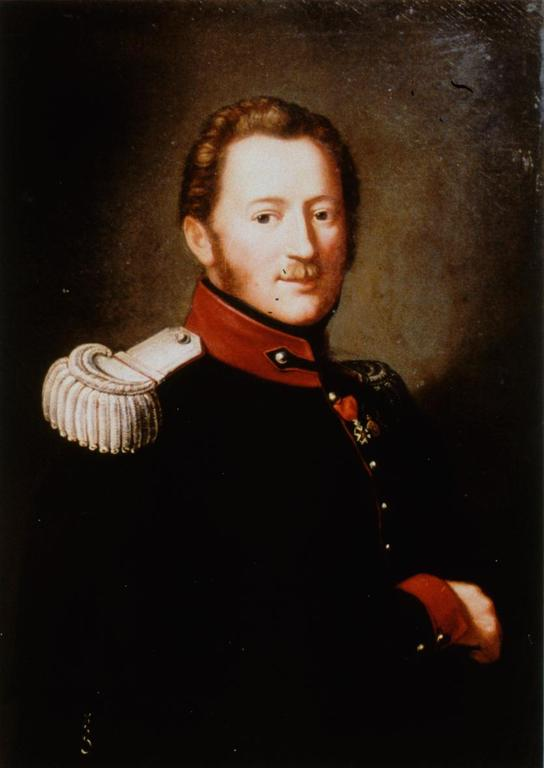
Der Erbauer Theodor Waldner von Freundstein
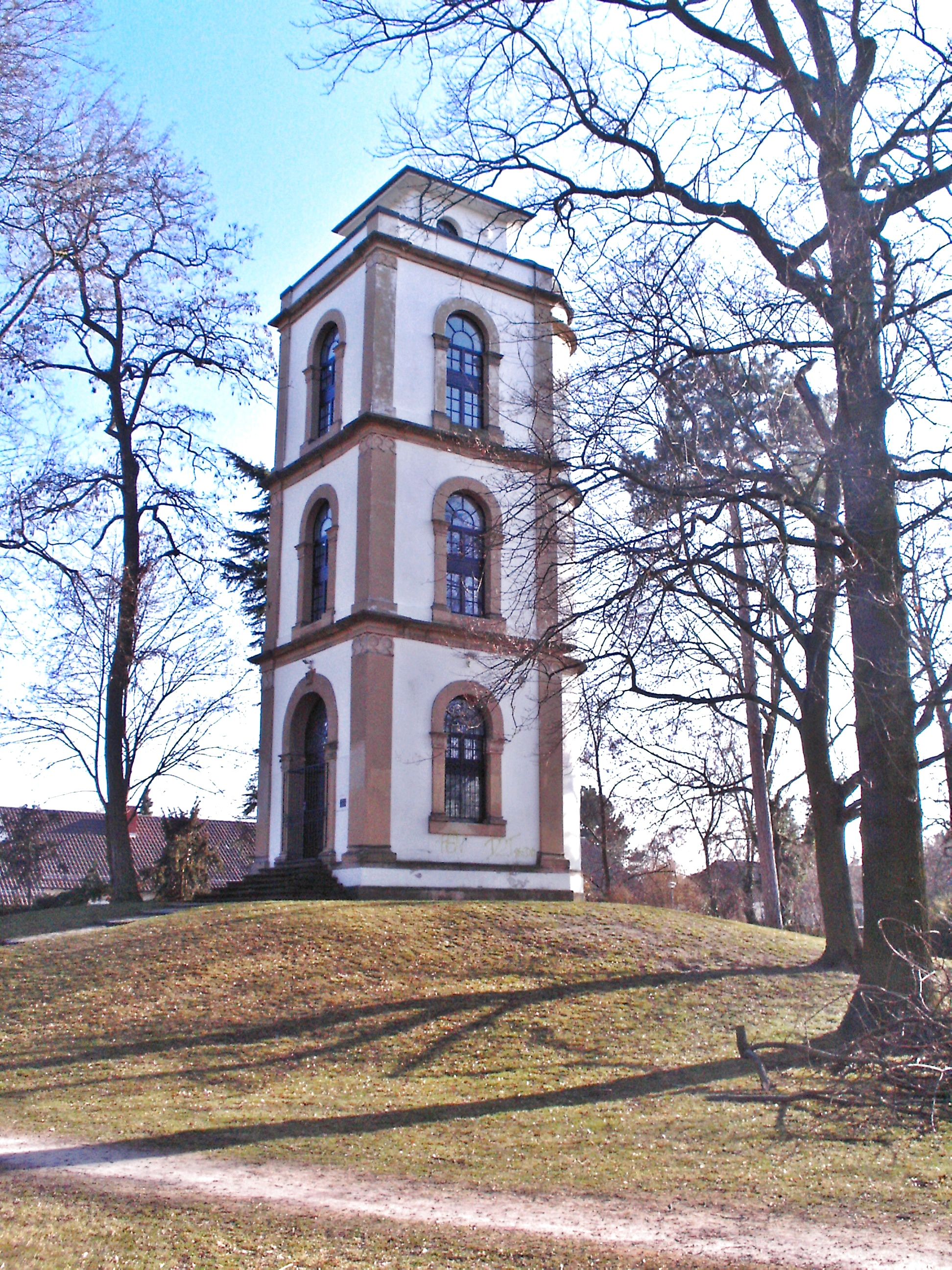
Der Schlossturm
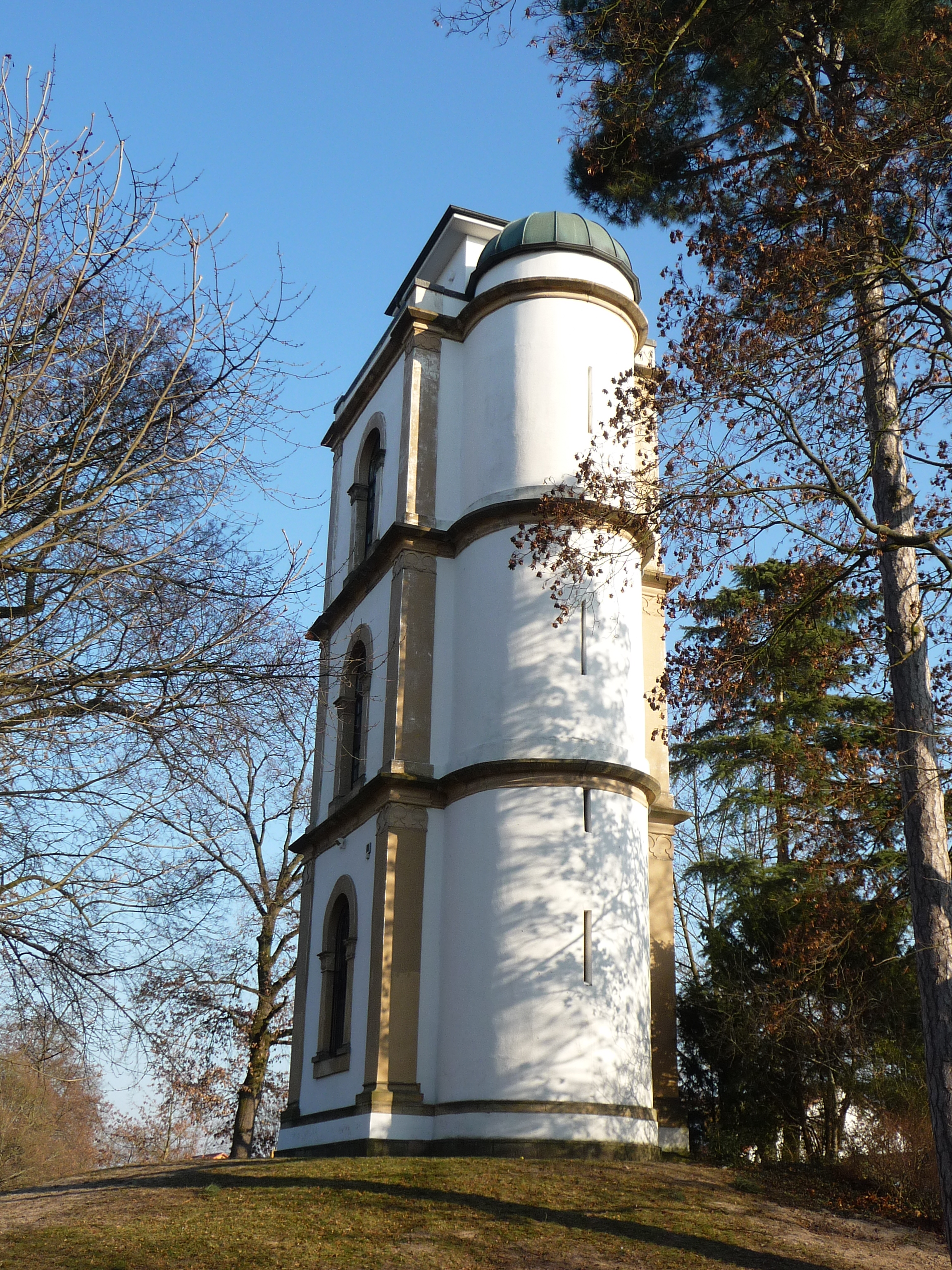
Weitere Turmansicht